# Mads Hvilsom
Mads Dittmer Hvilsom (Himmelev, 23 agosto 1992) è un ex calciatore danese, di ruolo attaccante.

## Carriera

### Club

#### Midtjylland e parentesi al Viborg
Hvilsom ha cominciato la carriera professionistica con la maglia del Midtjylland. Ha debuttato nella Superligaen il 5 aprile 2009, sostituendo Danny Olsen nella vittoria interna per 3-1 sull'Horsens. Nell'estate 2011 è passato in prestito al Viborg, in 1. Division. Ha esordito con questa maglia il 12 agosto, segnando una tripletta nella vittoria per 4-0 sullo Hjørring. A gennaio 2012 è tornato al Midtjylland.

#### Hobro
Nell'estate 2012, Hvilsom è stato tesserato dall'Hobro, squadra militante in 1. Division. Ha debuttato con questa maglia il 3 agosto, quando è subentrato a Svenne Poulsen nella sconfitta per 2-0 maturata sul campo dello Hjørring. Ha segnato la prima rete il 28 luglio 2013, nella vittoria per 1-2 in casa dell'Hvidovre. Ha contribuito alla promozione dell'Hobro nella Superligaen, arrivata nel corso di quello stesso campionato. L'anno successivo, Hvilsom si è laureato capocannoniere della massima divisione locale, in ex aequo con Martin Pušić, entrambi a quota 16 reti.

#### Eintracht Braunschweig
Il 15 luglio 2015, i tedeschi dell'Eintracht Braunschweig hanno comunicato d'aver ingaggiato, che ha firmato un contratto triennale. Ha esordito nella 2. Bundesliga in data 31 luglio, quando ha sostituito Salim Khelifi nel pareggio a reti inviolate sul campo del Kaiserslautern. Rimasto in squadra fino a gennaio 2016, in questo lasso di tempo ha giocato anche per la squadra riserve dell'Eintracht Braunschweig, compagine militante in Regionalliga.

#### Brann
L'8 gennaio 2016, i norvegesi del Brann hanno annunciato sul proprio sito internet d'aver ingaggiato Hvilsom con la formula del prestito, accordo valido fino al 30 giugno 2017. Ha scelto di vestire la maglia numero 22. Ha esordito in squadra il 13 marzo successivo, schierato titolare nel pareggio per 2-2 sul campo dello Strømsgodset. Nonostante gli accordi prevedessero altri termini, il 21 giugno 2016 lo stesso Brann ha confermato l'interruzione del prestito di Hvilsom, che ha lasciato il club con 11 presenze tra tutte le competizioni e nessuna rete all'attivo.

#### Esbjerg
Lo stesso 21 giugno 2016, l'Esbjerg ha ufficializzato sul proprio sito internet l'ingaggio di Hvilsom, in prestito per la stagione successiva. I termini dell'accordo prevedevano l'ingaggio a titolo definitivo al termine del prestito, con il giocatore che avrebbe siglato un contratto biennale. Ha esordito in squadra il 17 luglio, subentrando a Brent McGrath nella sconfitta per 4-0 sul campo del Brøndby. Il 22 agosto ha trovato la prima rete, nel successo per 3-2 sull'Odense. Ha chiuso la stagione a quota 31 presenze e 3 reti, tra tutte le competizioni.

#### SønderjyskE
Il 9 giugno 2017 è passato in prestito al SønderjyskE.

### Nazionale
Hvilsom ha rappresentato la Danimarca a livello Under-16, Under-17, Under-18, Under-19 ed Under-20.

## Statistiche

### Presenze e reti nei club
Statistiche aggiornate al 2 luglio 2017.
| Stagione           | Club               | Campionato         | Campionato | Campionato | Coppe nazionali | Coppe nazionali | Coppe nazionali | Coppe continentali | Coppe continentali | Coppe continentali | Supercoppe | Supercoppe | Supercoppe | Totale | Totale |
| Stagione           | Club               | Comp               | Pres       | Reti       | Comp            | Pres            | Reti            | Comp               | Pres               | Reti               | Comp       | Pres       | Reti       | Pres   | Reti   |
| ------------------ | ------------------ | ------------------ | ---------- | ---------- | --------------- | --------------- | --------------- | ------------------ | ------------------ | ------------------ | ---------- | ---------- | ---------- | ------ | ------ |
| 2008-2009          | Midtjylland        | SL                 | 3          | 0          | CD              | ?               | ?               | -                  | -                  | -                  | -          | -          | -          | ?      | ?      |
| 2009-2010          | Midtjylland        | SL                 | 1          | 0          | CD              | 0               | 0               | -                  | -                  | -                  | -          | -          | -          | ?      | ?      |
| 2010-2011          | Midtjylland        | SL                 | 6          | 0          | CD              | 2               | 1               | -                  | -                  | -                  | -          | -          | -          | 8      | 1      |
| lug.-ago. 2011     | Midtjylland        | SL                 | 0          | 0          | CD              | -               | -               | UEL                | 1                  | 1                  | -          | -          | -          | ?      | ?      |
| ago.-dic. 2011     | Viborg             | 1D                 | 14         | 5          | CD              | 2               | 2               | -                  | -                  | -                  | -          | -          | -          | 16     | 7      |
| gen.-giu. 2012     | Midtjylland        | SL                 | 2          | 0          | CD              | -               | -               | -                  | -                  | -                  | -          | -          | -          | 2      | 0      |
| lug.-ago. 2012     | Midtjylland        | SL                 | 1          | 1          | CD              | -               | -               | UEL                | -                  | -                  | -          | -          | -          | 1      | 1      |
| Totale Midtjylland | Totale Midtjylland | Totale Midtjylland | 13         | 1          |                 | 2+              | 1+              |                    | 1                  | 1                  |            | -          | -          | 16+    | 3+     |
| ago. 2012-2013     | Hobro              | 1D                 | 4          | 0          | CD              | 0               | 0               | -                  | -                  | -                  | -          | -          | -          | 4      | 0      |
| 2013-2014          | Hobro              | 1D                 | 33         | 11         | CD              | 1               | 0               | -                  | -                  | -                  | -          | -          | -          | 34     | 11     |
| 2014-2015          | Hobro              | SL                 | 33         | 16         | CD              | 0               | 0               | -                  | -                  | -                  | -          | -          | -          | 33     | 16     |
| Totale Hobro       | Totale Hobro       | Totale Hobro       | 70         | 27         |                 | 1               | 0               |                    | -                  | -                  |            | -          | -          | 71     | 27     |
| 2015-gen. 2016     | E. Braunschweig    | 2L                 | 5          | 0          | CG              | 2               | 0               | -                  | -                  | -                  | -          | -          | -          | 7      | 0      |
| 2015-gen. 2016     | E. Braunschweig II | RL                 | 3          | 4          | -               | -               | -               | -                  | -                  | -                  | -          | -          | -          | 3      | 4      |
| gen.-giu. 2016     | Brann              | ES                 | 10         | 0          | CN              | 1               | 0               | -                  | -                  | -                  | -          | -          | -          | 11     | 0      |
| 2016-2017          | Esbjerg            | SL                 | 24+4       | 2+1        | CD              | 3               | 0               | -                  | -                  | -                  | -          | -          | -          | 31     | 3      |
| 2017-2018          | SønderjyskE        | SL                 | 0          | 0          | CD              | 0               | 0               | -                  | -                  | -                  | -          | -          | -          | 0      | 0      |
| Totale             | Totale             | Totale             | 115        | 37         |                 | 8+              | 3+              |                    | 1                  | 1                  |            | -          | -          | 124+   | 41+    |